# Ferdinand von Fürstenberg
Pour les articles homonymes, voir Fürstenberg.
 (février 2018).
Si vous disposez d'ouvrages ou d'articles de référence ou si vous connaissez des sites web de qualité traitant du thème abordé ici, merci de compléter l'article en donnant les références utiles à sa vérifiabilité et en les liant à la section « Notes et références ».
Ferdinand von Fürstenberg est un prélat allemand, évêque de Paderborn, né le 21 octobre 1626 au château de Bilstein (de) en Westphalie et mort le 26 juin 1683.

## Biographie
Ferdinand von Fürstenberg (de) fut protégé par le nonce Chigi, qui, devenu pape sous le nom d'Alexandre VII, l'appela à Rome, et le nomma successivement camérier secret, évêque de Paderborn (1661), de Munster (1678), et enfin vicaire général du Saint-Siège pour les pays du Nord.
Il employa sa fortune et son crédit à encourager les lettres et les arts et à soutenir les jeunes gens que leur pauvreté eût empêchés de cultiver d'heureuses dispositions pour les sciences : Pierre Frank, Nicolas Heinsius, le P. Larue, Commire, reçurent ses bienfaits.

## Œuvres
- Monumenta Paderbornensia ex historia romana, francica et saxonica eruta, Paderborn, 1669.
- Poemata, Paris, 1684, Rome, 1656 (dans les Poemata septem illustrium virorum).